# Empis derbecki
Empis derbecki är en tvåvingeart som beskrevs av Igor Shamshev 2006. Empis derbecki ingår i släktet Empis och familjen dansflugor. Inga underarter finns listade i Catalogue of Life.